# 20539 Ґадберрі
20539 Ґадберрі (20539 Gadberry) — астероїд головного поясу, відкритий 7 вересня 1999 року.
Тіссеранів параметр щодо Юпітера — 3,291.